# Histoire de Louvain

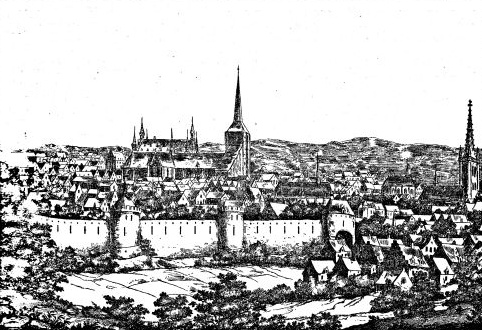
Louvain en 1595

Cet article retrace l'histoire de Louvain en complément de l'article principal sur la ville de Louvain.
Pour comprendre l'histoire de Louvain il faut avant tout se pencher sur l'histoire de l'Europe : ses guerres, l'histoire des familles royales, les alliances, les successions, etc. La ville, située dans une zone tampon entre les grandes puissances européennes, sera au fil des ans sous domination romaine, autrichienne, espagnole, française, hollandaise, etc. ; chacune de ces occupations a profondément marqué la vie des Louvanistes.

## Origines et période romaine
L'homme est déjà présent dans les alentours de Louvain vers 30 000 av. J.-C. comme l'attestent des silex découverts lors de fouilles archéologiques à Kessel-Lo, Linden et Lubbeek,. Ces silex, provenant de l'activité humaine, datent donc de l'avant-dernière période interglaciaire, dite de Riss-Würm. Les premières installations semblent, quant à elles, datées de 3 500 av. J.-C., époque de la dernière période glaciaire, dite de Würm. Elles furent retrouvées lors de fouilles archéologiques à Kessel-Lo, plus précisément à Kesselberg. Ce site était apparemment entouré, sur une longueur de 1 300 m, d'une palissade en bois et de murs en terre (larges de 14 m) ainsi que d'un fossé (large de 7 m et profond de 90 cm),.
Au IIIe siècle av. J.-C., les Celtes qui peuplaient alors la région sont repoussés par des peuples germaniques. Un siècle plus tard, deux tribus gauloises, vivent dans la région : les Éburons, dont Ambiorix fut un célèbre chef, et les Nerviens. La frontière naturelle entre le territoire de ces deux peuples était la Dyle (rivière coulant à Louvain). Les Nerviens vivaient à l'ouest de la Dyle et les Éburons à l'est. Leurs colonies furent principalement construites sur les hauteurs de la vallée de la Dyle. Leurs habitations étaient faites de bois et de terre. Ils vivaient de l'élevage et de l'agriculture et produisaient de la laine ainsi que des poteries.
Lorsque Jules César attaque la Gaule, il soumet les Nerviens par la force et les Éburons sans livrer bataille. En 57 av. J.-C., il bat les Nerviens, qui deviennent alors sujets du peuple romain et place cinq cohortes sur le territoire des Éburons, qui n'ont d'autre choix que de se soumettre. Les Éburons n'acceptent pas cette domination et, se sachant incapables de battre les Romains par la force, les attaquent grâce à la ruse. Leur chef Ambiorix fait croire aux Romains à une révolte généralisée de la Gaule secondée par les Germains, qui auraient prétendument déjà passé le Rhin. Les Romains décident de lever le camp pour aller au plus vite informer leurs généraux de la situation. C'est à ce moment qu'Ambiorix et les Éburons leur tendent une embuscade et massacrent environ 7 000 Romains. César se vengera en 55 av. J.-C. en exterminant les Éburons. Leur territoire est alors dépeuplé et les Romains y placent plusieurs milliers de Suèves et de Sicambres. (peuples germaniques vivant de l'autre côté du Rhin, vaincus un peu plus tôt par les Romains) Ils prirent alors le nom de Tungris.
Les premières constructions dans le centre-ville de l'actuel Louvain datent de 50 av. J.-C. Des éclats de céramique romaine furent découverts lors d'excavations près de la Dyle, à côté de l'ancien hôpital Saint-Pierre. À cette époque, une grande voie romaine reliait Cologne à Cambrai en passant par Tongres et Bavay (importante ville romaine ; véritable nœud de communication à cette époque). Entre Tongres et Bavay, la voie principale passait par Gembloux et Binche ; mais une voie secondaire passait plus au nord via Saint-Trond, Tirlemont, Louvain, Elewijt et Asse. Louvain bénéficiait donc d'une situation géographique avantageuse : la colonie était à l'intersection de la voie romaine et de la Dyle. De nombreux restes de villas romaines datant de cette époque furent retrouvés le long de cette voie de communication, et plus particulièrement aux alentours de Louvain. Le développement de la colonie fut indiscutablement influencé par le fait que Louvain était directement relié au réseau de communications romain. Elle entra alors en contact avec des peuples, des biens, des connaissances et des idées venant de l'Europe entière.

## Les invasions germaniques
Lorsque les peuples germaniques (plus précisément les Francs saliens dans la région de Louvain) envahissent la région au IVe siècle, ils détruisent systématiquement toute trace de la société gallo-romaine. Le réseau de transport se dégrade, les relations commerciales s'affaiblissent, les champs tombent en déshérence, et l'on constate un reboisement du paysage. La civilisation décline rapidement.[réf. nécessaire]
Le manque de sources écrites ne permet pas de déterminer précisément les habitudes de vie des habitants de la région à cette époque. Ils sont toutefois décrits par la plupart des sources comme des peuplades guerrières et belliqueuses ; païennes et superstitieuses ; utilisant des rituels ainsi que des formules magiques ; et vénérant les dieux de la nature. Cette description des peuples germaniques est sans doute fortement influencée par le point de vue romain et ces derniers ont sans doute tendance à forcer le trait. Il devient alors difficile, concernant les peuples germaniques, de faire le tri entre les informations fantaisistes et les informations sérieuses.
Les Francs saliens sont avant tout éleveurs de bétail, la présence d'eau potable est essentielle quant au choix de l'emplacement de leur implantation. Certains s'installent alors à Louvain, sur les rives de la Dyle.
Au VIIe siècle, le pape envoie des missionnaires en Austrasie dans le but de convertir les Francs païens au christianisme. La conversion prend du temps et les premières églises de Louvain sont fondées pendant le VIIIe siècle. L'actuelle église Saint-Pierre est sans doute issue de cette époque.
La première trace écrite mentionnant Louvain date de 884. Il est plus précisément question du château fort de « Lovanium ». On retrouve une deuxième trace écrite en 891, faisant quant à elle mention de « Lovon ». Étymologiquement, le nom de la ville tire son origine de lo (forêt) et de ven (marais). Louvain signifierait donc : le marais de la forêt. Cette explication semble cohérente car, à l'époque, la région était recouverte de forêts, mis à part la vallée de la Dyle qui était marécageuse. Toute la partie Sud-Est de la ville, entre la rue de Namur (Naamsestraat) et la rue de Diest (Diestsestraat), était recouverte de forêt alors que le reste de la ville (sauf les hauteurs telle que le Mont-César (Keizersberg)) était couvert de marais.

## Les invasions scandinaves
Au IXe siècle, les Vikings (à qui on donnera plus tard le nom de Normands) sévissent en Angleterre, en France et sur le territoire de l'actuelle Belgique. Leur mode d'opération est simple : ils remontent en bateaux le cours des fleuves, établissent un campement, et partent à cheval pour piller et ravager les alentours. Détestant les chrétiens, ils incendient les églises et tuent les religieux. Afin d'arrêter leurs ravages dans le Nord de la France, le roi Carloman leur offre, le 2 février 884, 20 000 livres d'argent fin contre la promesse qu'ils quitteront la France pour douze ans. Ils acceptent et évacuent le pays. Une grande partie d'entre eux se dirige alors vers Louvain et y établit leur campement.
Dix mois plus tard, lorsque Carloman meurt le 12 décembre lors d'un accident de chasse, les Normands se considèrent libérés de leur promesse et rompent la trêve avec la France. Environ 40 000 Normands se dirigent alors vers Paris, qu'ils atteignent à la fin du mois de novembre 886. Six mois plus tard, le roi de France Charles Gros leur verse 700 livres pour s'en aller. Les Normands qui avaient quitté Louvain y retournent alors et continuent de dévaster la région.
Le roi de Germanie, Arnulf n'a, quant à lui, aucune intention de négocier : il décide de réunir une armée pour attaquer les Normands. Quand ces derniers l'apprennent, ils attaquent par surprise les troupes d'Arnulf et les massacrent. Arnulf réunit à nouveau une armée (mais cette fois considérable) et marche vers Louvain qu'il atteint le 1er septembre 891. D'après la grande majorité des sources, 100 000 Normands (soit la quasi-totalité) sont tués au cours de la bataille de Louvain et la région est à nouveau libre. Toutefois, il est possible que les chiffres aient été largement exagérés par les historiens. En effet, la ville était à l'époque encore très peu étendue, principalement    recouverte de marécages et il semble peu probable que 100 000 Normands aient été présents lors de la bataille de Louvain. D'autres sources suggèrent que des centaines, voire des milliers de Normands se soit transformés en cent mille Normands. Ces derniers n'auraient d'ailleurs pas  totalement quitté la région après la bataille et seraient revenus passer l'été 892 à Louvain. La famine et la peste les auraient ensuite poussés à émigrer en Angleterre et en Normandie.
La kermesse de Louvain, qui a lieu le 1er dimanche de septembre, tire son origine de la bataille de Louvain.

## Le comté de Louvain
Le comté de Louvain avait, à l'époque, à peu près les mêmes frontières que le Hageland actuel (région entre Aarschot, Louvain, Tirlemont et Diest). Il était, plus précisément, situé entre la Démer au nord, la Dyle à l'ouest et la Velp au sud et à l'est. Le château fort du comté se trouvait à Louvain, entre les bras de la Dyle, sans doute à l'emplacement actuel du grand béguinage. La résidence du comte fut ensuite transférée vers une autre île, un kilomètre en aval, à l'emplacement actuel de l'église Notre-Dame des dominicains.
Le premier comte de Louvain est Lambert Ier le Barbu. Il reçoit de l'empereur le comté de Louvain vers la fin du Xe siècle. Plus tard, grâce à son mariage avec Gerberge (fille du duc de Basse-Lotharingie), il obtient en dot, le comté de Bruxelles puis, en 1013, il annexe le comté de Bruningerode, situé aux alentours de Tongre.

## Le duché du Brabant

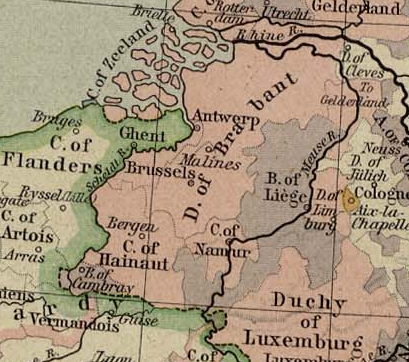
Le duché du Brabant en 1477

Après la mort d'Hermann II, comte palatin de Lotharingie (20 septembre 1085), Henri III de Louvain reçut le landgraviat de Brabant (fief impérial situé entre la Dendre et la Senne). En 1106, l'empereur du Saint-Empire romain germanique, Henri V donne le duché de Basse-Lotharingie en fief au comte de Louvain, Godefroid Ier le Barbu. Il devient à cette occasion marquis d'Anvers. Ce territoire peu peuplé, correspondant grosso modo à l'actuelle province d'Anvers, permet de doubler la taille du territoire ducal. En 1183, l'empereur érige le landgraviat du Brabant en duché de Brabant en faveur de Henri Ier de Brabant. Au cours du XIIIe siècle, le nom de ce nouveau duché sera assimilé par tous les territoires gouvernés par les comtes de Louvain.
C'est à cette époque que Louvain, ville jusqu'alors très agricole, évolue progressivement en ville marchande. Au milieu du XIIe siècle, la ville compte environ 2 000 habitants, principalement concentrés autour de l'église Saint-Pierre.
Les premiers ordres religieux s'installent alors à Louvain. Par exemple, Godefroid Ier le Barbu fait don, en 1129, d'une partie de ses terres de chasse aux Prémontrés (ordre créé en 1120 par Saint Norbert de Xanten, aussi appelés Norbertins). Ils fondent sur ces terres, situées au sud-est de la ville, l'abbaye de Parc qui est toujours présente à notre époque. Pas moins de neuf ordres religieux s'installent à Louvain au XIIe siècle et au XIIIe siècle.
Louvain étant la ville la plus importante du duché et la résidence principale des ducs du Brabant, il est normal qu'elle se dote au XIIe siècle d'une muraille de pierre. Cette enceinte, ayant aussi bien un rôle militaire que symbolique, est élevé entre 1156 et 1161 : on l'appelle le « mur d'enceinte du Duc Godefroid III ». D'une épaisseur de deux mètres, d'une hauteur variant entre quatre et cinq mètres, ce mur de 2740 mètres de long protégeait le centre de la ville (600 000 m²). Il comptait 31 tours fortifiées, soit une tous les 90 mètres environ, ainsi que onze portes. Les restes de cette muraille sont aujourd'hui encore visibles par endroits, e.g. dans le parc Saint-Donatus ou encore dans la cour des Arbalètes (Hanbogenhof).

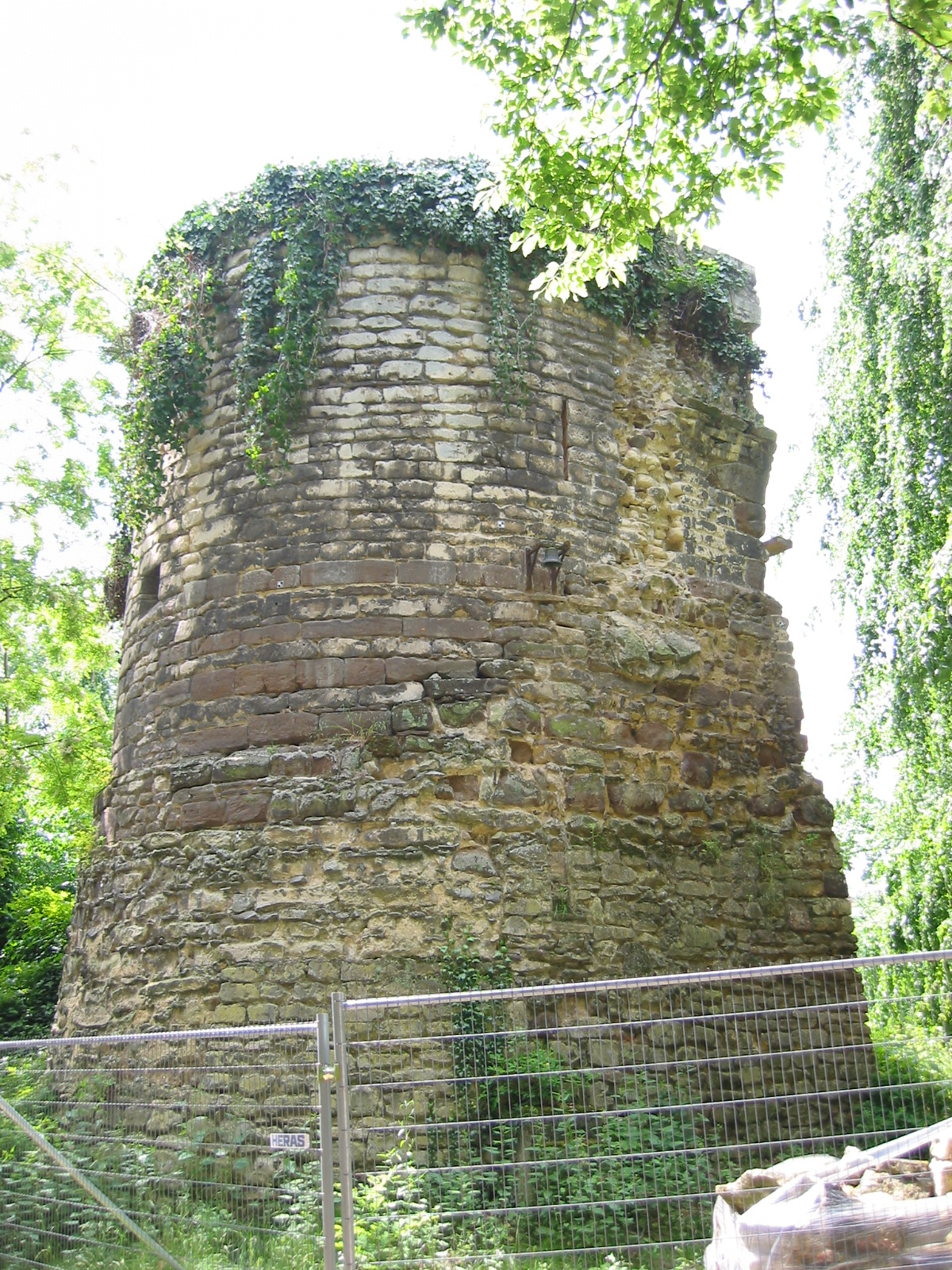
Ruines du premier mur d'enceinte ; parc Saint-Donatus.
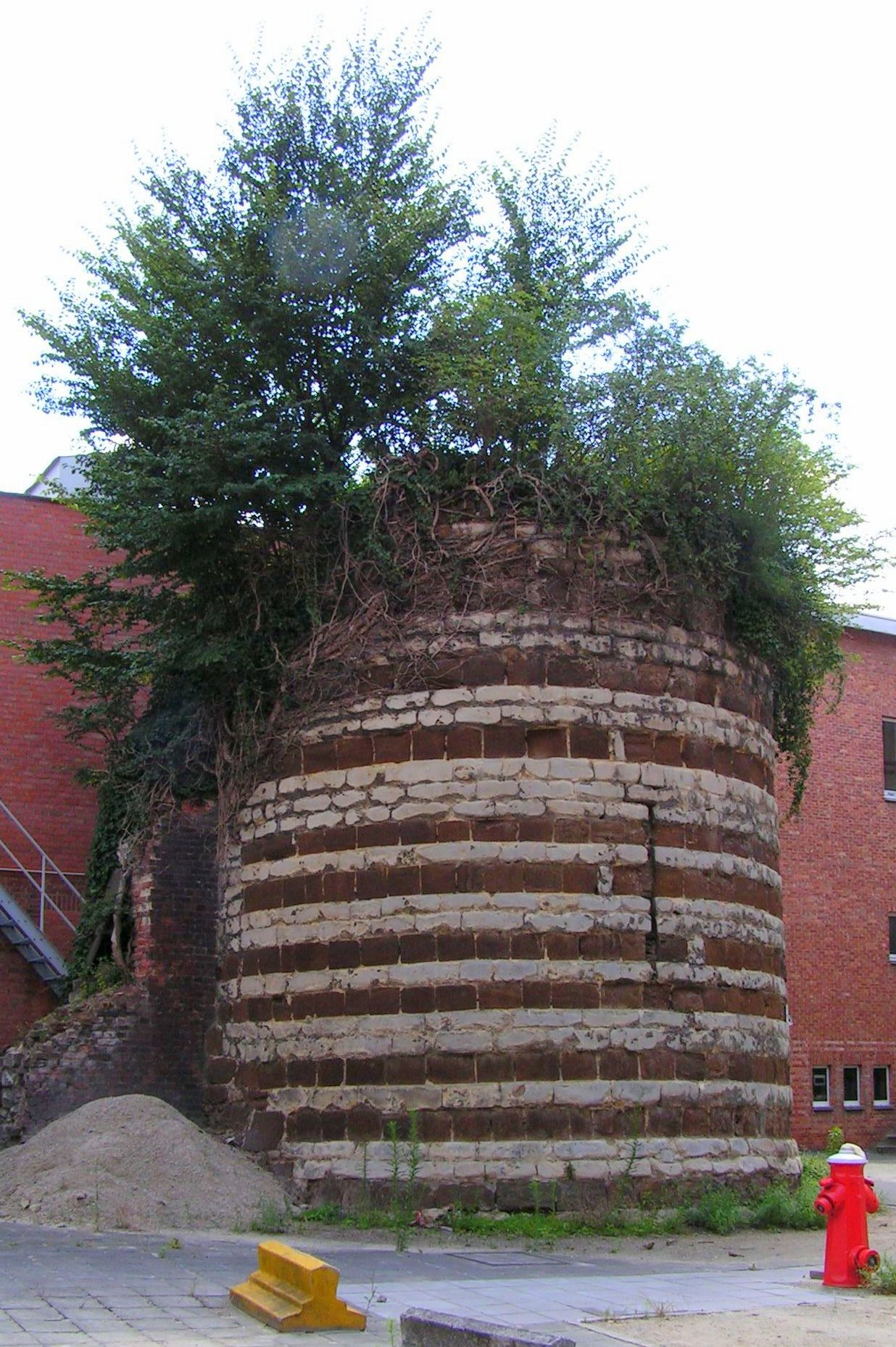
Ruines du premier mur d'enceinte ; hôpital Saint-Pierre.
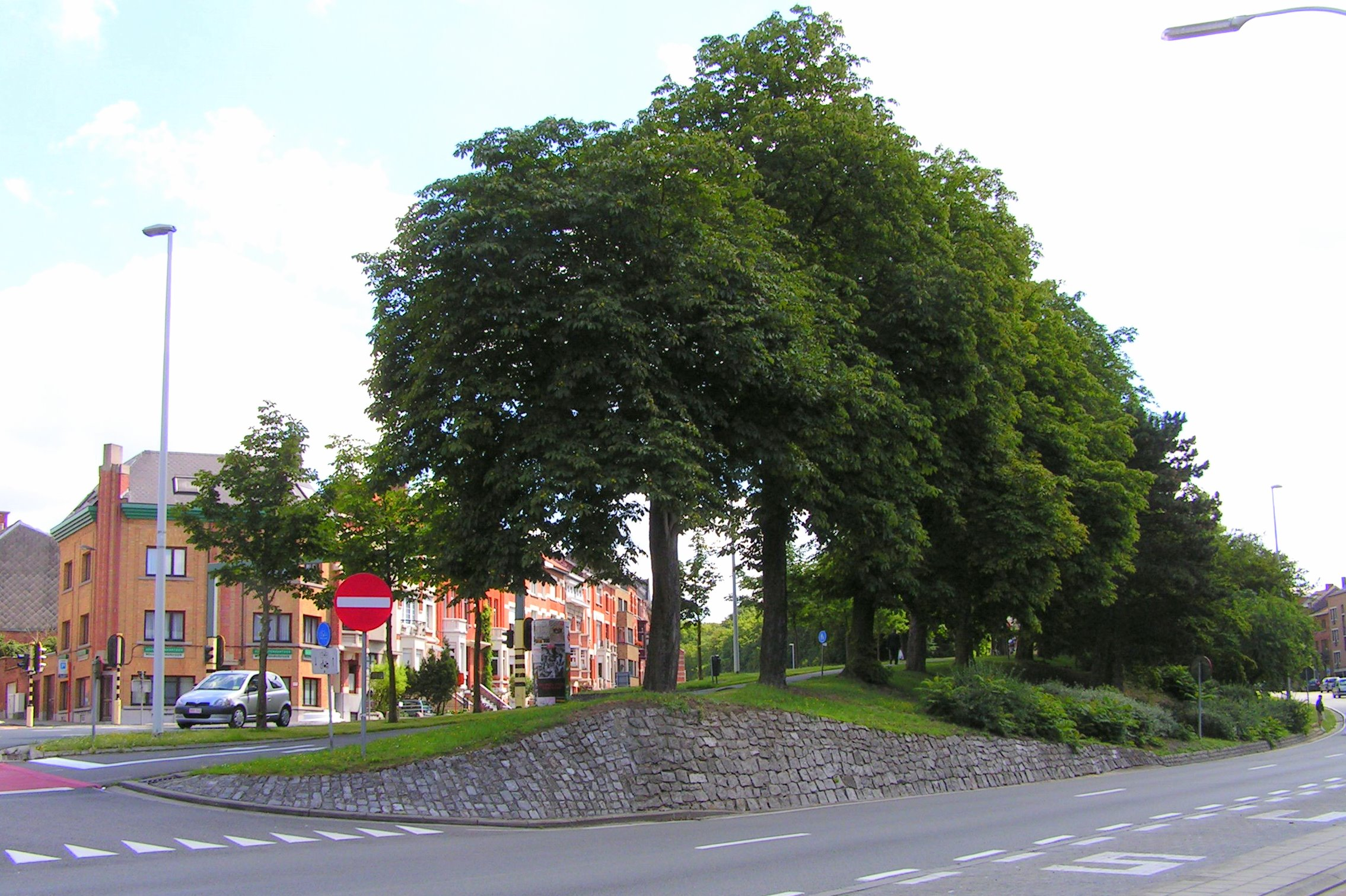
Ruines du second mur d'enceinte ; porte de Namur (Naamsepoort). On voit clairement la différence de niveau entre l'intérieur de la ville (à gauche sur la photo) et l'extérieur de la ville (à droite). Cette différence de niveau est due à la présence d'une douve (aujourd'hui disparue).

La résidence ducale est abandonnée en 1233. Le duc lui préfère le château-fort situé sur l'actuel Mont-César, (Keizersberg), bien que ce dernier (ancienne résidence des Templiers) soit situé à l'extérieur de l'enceinte fortifiée. Quelques années plus tard, en 1267, le duc quittera Louvain et s'installera définitivement à Bruxelles. En 1288, Jean Ier le Victorieux annexe le duché du Limbourg. Le Brabant contrôle dès lors la très lucrative connexion entre le Rhin et l'Escaut. L'économie du duché est alors florissante ; grâce au commerce et en particulier grâce au commerce textile avec l'Angleterre. Louvain est au sommet de sa gloire, aussi bien au niveau économique que culturel. La ville compte en 1340 environ 20 000 habitants: c'est dix fois plus que deux siècles plus tôt. C'est à cette époque que de nombreux monastères ainsi que deux béguinages s'installèrent à Louvain.
La ville a pris de telles proportions qu'un deuxième mur d'enceinte doit être construit à partir de 1357. Long de 7125 mètres, doté d'une douve, il protégeait la totalité de la ville ainsi que quelques terrains agricoles, soit 4 km². On l'appelle : « le mur d'enceinte de la duchesse Jeanne ». Il se trouvait grosso modo à l'emplacement actuel du ring, comprenait 48 tours ainsi que huit portes. Les habitants de Louvain se réfèrent aujourd'hui encore à ces célèbres portes (porte de Namur, porte de Bruxelles, etc.) bien qu'elles aient depuis lors disparu. Une partie du rempart est toujours visible dans la rue de Malines. Il est à noter que les bâtiments de la porte de Bruxelles datent de 1825 et qu'ils ne sont donc pas des restes de l'enceinte fortifiée.
La période dorée ne dure qu'un temps. En effet, au milieu du XIVe siècle, le lucratif commerce textile s'effondre lorsque les Anglais décident d'organiser par eux-mêmes la production. Les revenus baissent, le nombre de personnes sans emploi augmente, et la disette s'installe à cause de quelques mauvaises récoltes. Le nombre d'habitants baisse alors fortement, et il faudra attendre le XVIIIe siècle pour que Louvain redevienne aussi peuplé.
L'université de Louvain, qui occupera plus tard une place prépondérante dans la ville, fut fondée en 1425.
Jeanne de Brabant fut la dernière duchesse du Brabant issue de la « Maison de Louvain ». Après sa mort en 1406, le duché tombe sous la sphère d'influence de la puissante Maison de Bourgogne. En 1430, lorsque le duc du Brabant, Philippe de Saint-Pol, meurt sans héritiers légitimes, le duché perd définitivement son autonomie : Philippe le Bon, qui est déjà duc de Bourgogne, devient alors duc du Brabant.

## Le duché de Bourgogne

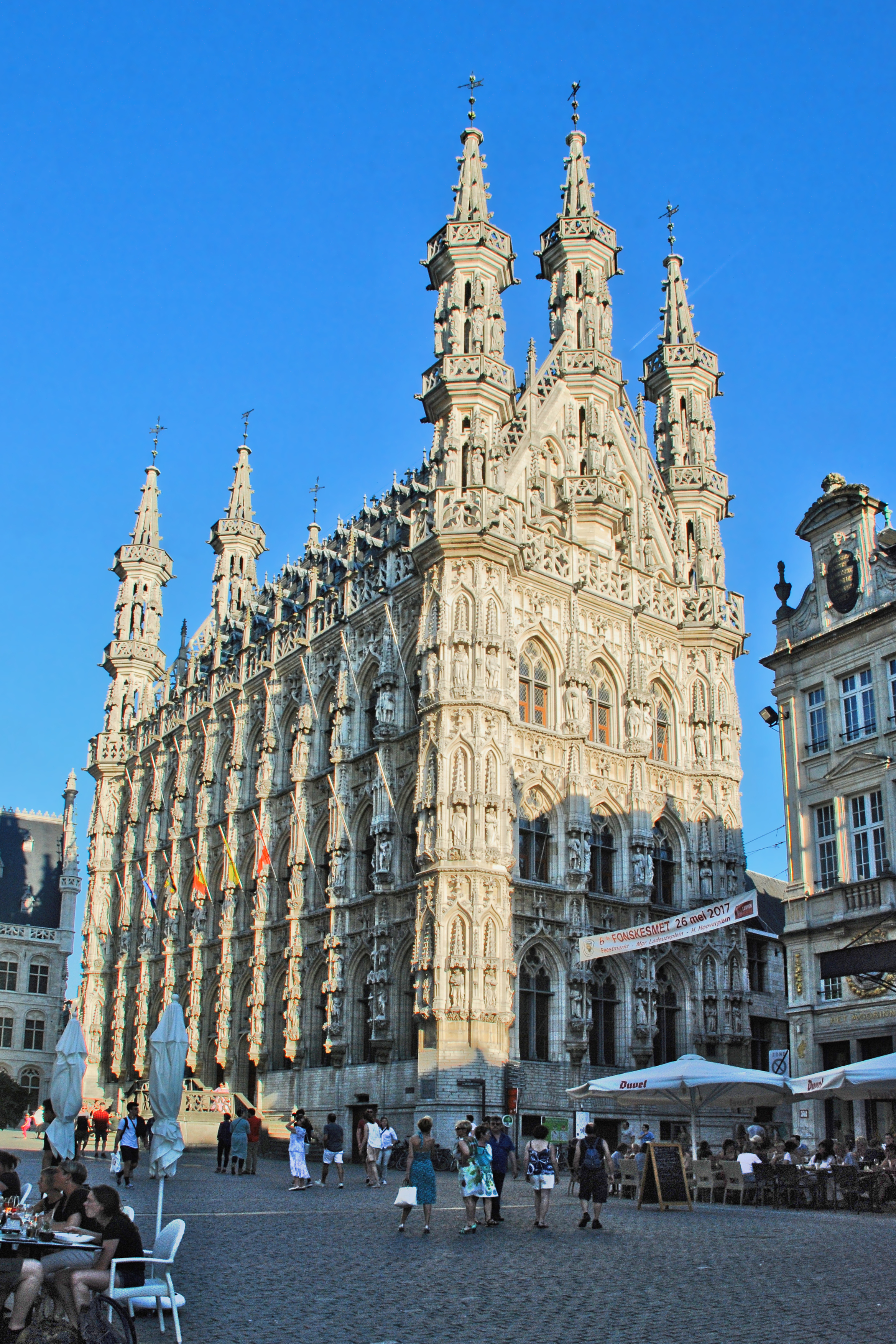
L'hôtel de ville

Lorsque Louvain est officiellement intégré au duché de Bourgogne en 1430, la ville connaît  un nouvel essor, certes de courte durée, principalement dû au développement du secteur industriel : le tissage du lin, l'industrie du cuir, le tissage de tapis et de tapisseries, etc. Cet essor entraîne une augmentation de la population, et la ville compte jusqu'à 19 000 habitants, soit un peu moins qu'en 1340. Durant cette période de prospérité, trois bâtiments typiquement représentatifs de l'architecture gothique Brabant flamboyant sont construits : l'hôtel de ville, la Table Ronde (Tafelrond) et l'église Saint-Pierre (à l'emplacement de l'ancienne église Saint-Pierre de style roman). C'est entre 1439 et 1469 que l'hôtel de ville est bâti. Ses innombrables ornements témoignent de l'importance qu'eut la sculpture au XVe siècle. Construit originellement en 1479, la Table Ronde (Tafelrond), tour à tour résidence des guildes, des artisans et d'autres associations, sera détruite en 1818 et remplacée par un bâtiment de style néoclassique. En 1921, après avoir été incendiée durant la Première Guerre mondiale, elle sera reconstruite sur le modèle gothique d'origine.

## Sous les Habsbourg
Après la mort de Charles le Téméraire en 1477, Marie de Bourgogne lui succède. Cette dernière étant mariée à Maximilien Ier de Habsbourg, le Brabant est dès lors administré par les Habsbourg.
Louvain connaît alors une des périodes les plus noires de son histoire. Les luttes de pouvoir entre les différentes familles royales d'Europe perturbent l'économie et le commerce. La guerre, les épidémies de peste, les débordements de la Dyle ainsi que les mauvaises récoltes décimeront à maintes reprises la population.

## Les Pays-Bas espagnols
Lorsque Charles Quint abdique en 1555 à Bruxelles en faveur de son fils Philippe II d'Espagne, Louvain passe sous contrôle espagnol. Philippe II ayant été élevé en Espagne, il lui est très difficile de comprendre ses sujets des Pays-Bas espagnols. Ces derniers ne le considèrent d'ailleurs pas comme un des leurs. En 1559, il quittera les Pays-Bas pour ne plus jamais y revenir.
Le début de la domination espagnole correspond à un climat terrible pour Louvain : la controverse entre les catholiques traditionnels (soutenus par les Espagnols) et les protestants entraîne une série de violences ainsi que de nombreuses agressions contre les institutions religieuses. Entre 1578 et 1579, une forte épidémie de peste finit de ravager la population. En 1600, Louvain ne compte plus que 9 700 habitants environ.
Le climat est bien plus paisible à partir de 1598, lorsque Albert de Habsbourg et son épouse Isabelle-Claire-Eugénie d'Autriche succèdent à Philippe II. La ville est alors reconstruite, et la priorité absolue est donnée au développement de l'agriculture.
L'église Saint-Michel fut construite par les jésuites durant la période espagnole. Elle faisait partie d'un complexe qui était leur maison de formation théologique à Louvain. Ce fut la première église baroque de Louvain.

## Les Pays-Bas autrichiens

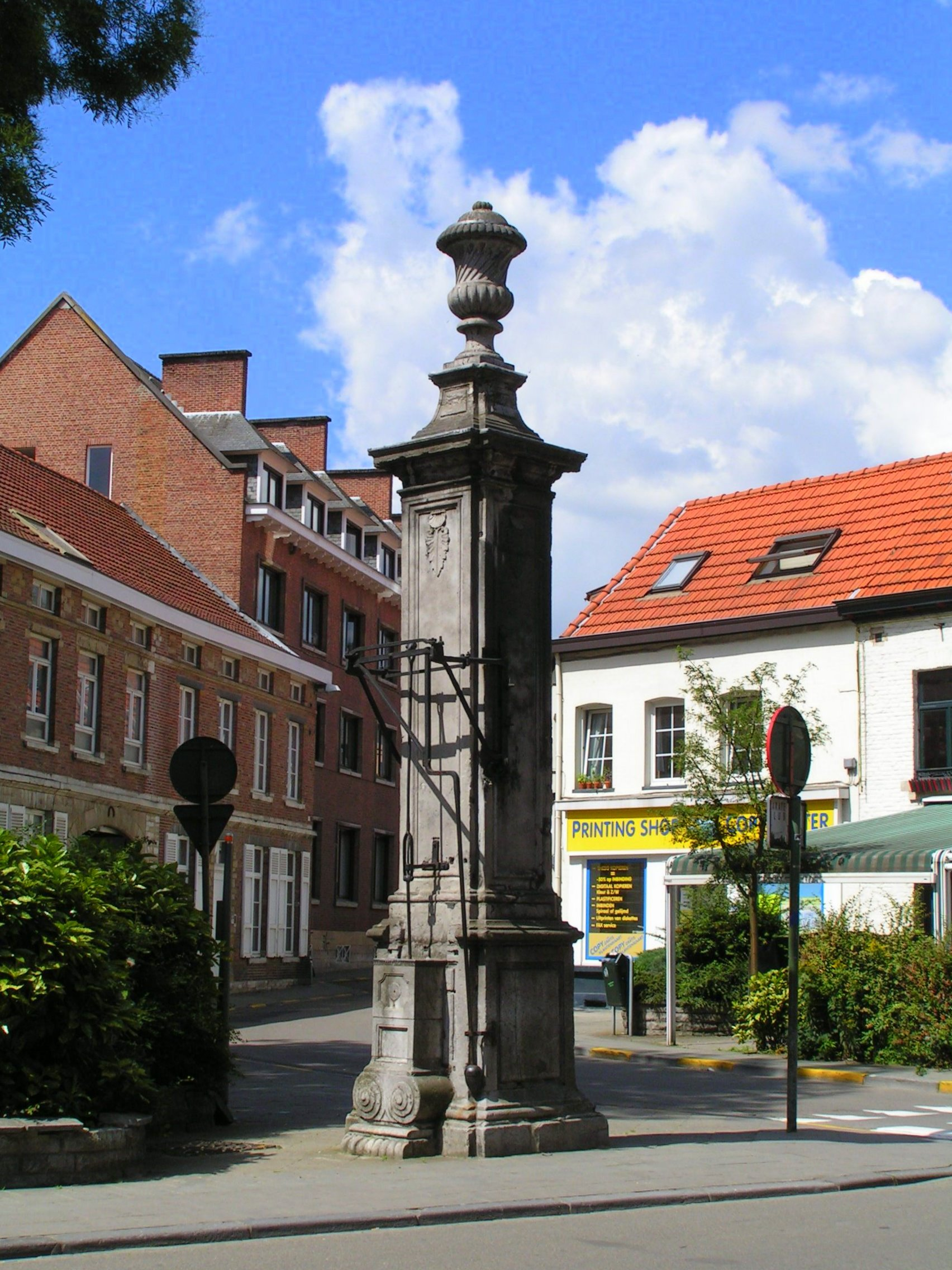
L'une des nombreuses pompes à eau de Louvain ; rue de Tirlemont (Tiensestraat).

En 1700, lorsque Charles II d'Espagne meurt sans successeur, les Bourbons et les Habsbourg revendiquent le trône. La guerre de Succession d'Espagne (1701-1714) ravage alors l'Europe pendant plus de dix ans. Une solution diplomatique est finalement trouvée en 1714 lors du Traité de Rastatt où Charles de Habsbourg reçoit les Pays-Bas espagnols. Louvain passe alors sous domination autrichienne.
Lorsque Charles meurt en 1740, sa fille Marie-Thérèse de Habsbourg reçoit les États héréditaires de la Maison des Habsbourg. Elle dut, toutefois, mener la guerre de Succession d'Autriche (1740-1748) contre la Prusse, la Bavière, la Saxe ainsi que la France et l'Espagne, qui lui contestaient le trône. La région est alors envahie en 1745 par les troupes françaises. En 1748, le traité d'Aix-la-Chapelle mit fin à la guerre et la région repassa sous domination autrichienne.
Marie-Thérèse nomma alors Charles-Alexandre de Lorraine comme gouverneur des Pays-Bas. Il fut l'un  des gouverneurs généraux des Pays-Bas les plus populaires. Après avoir remis l'agriculture sur pied, il développa le commerce et l'économie ; et il modernisa les infrastructures de transport. Par exemple, le canal de Louvain fut creusé entre 1750 et 1763. Un port intérieur fut aussi aménagé, et une zone industrielle s'y développa.
En 1780, Joseph II d'Autriche succéda à sa mère Marie-Thérèse. Ce despote éclairé, engagea de très nombreuses réformes politiques et religieuses progressistes qui entraînèrent, dans un premier temps les protestations du peuple, par la suite la révolution brabançonne et finalement un assouplissement des réformes.
C'est pendant cette période que les portes du mur d'enceinte du Duc Godefroid III furent démantelées afin d'améliorer le transport vers le centre-ville. Les cimetières autour des églises disparurent au profit de plusieurs places. La ville plaça de nombreuses pompes à eau qui fournissaient de l'eau potable à la population.
À Louvain, trois rues témoignent aujourd'hui de l'occupation autrichiennes : la rue Marie-Thérèse (Maria Theresistraat), la rue Charles de Lorraine (Karel van Lotharingenstraat) ainsi que la rue Joseph II (Jozef II-straat).

## LeXIXesiècle

### La période française
Le 26 juin 1794, la France remporte la bataille de Fleurus face à l'Autriche, la Grande-Bretagne et Hanovre. Elle reprend ainsi la Belgique et met fin à une occupation autrichienne de 80 ans. L'occupation française entraînera des modifications radicales, tant sur le plan juridique que sur le plan administratif. Louvain fait alors partie du département de la Dyle, dont le chef-lieu est Bruxelles.
La présence française est très mal vécue dans la région. Les habitants espèrent un éventuel débarquement britannique qui libérerait le pays. L'Église est la cible de la France révolutionnaire. Les églises sont fermées ; les béguinages, les cloîtres, les abbayes sont abandonnés ; les bâtiments vendus ou même parfois démolis. Lorsque, le 5 décembre 1798, une loi impose le service militaire à tout homme de 20 à 25 ans, les habitants prennent les armes et se révoltent. C'est ce que l'on appelle la guerre des paysans ou encore Boerenkrijg dans la région. Cette révolte ne durera que quelques mois et fut sévèrement réprimée (170 leaders furent exécutés).
La situation s'améliore en 1801, lorsque Napoléon signe le concordat et reconnaît le catholicisme comme la religion « de la majorité des Français ». Il jouit alors d'une certaine popularité chez les catholiques de la région.

### La période hollandaise
Le 18 juin 1815, Napoléon est vaincu à Waterloo, et Louvain passe sous administration hollandaise. Le commerce avec l'étranger se rétablit progressivement, via la réouverture de l'Escaut, et entraîne une embellie de l'activité économique.
Les Hollandais construisent des bureaux de douanes sur les voies d'accès à Louvain. Le magnifique bâtiment néoclassique de la porte de Bruxelles en est un bel exemple.
C'est pendant cette période que le jardin botanique fut construit à l'emplacement de l'ancien cloître des capucins, qui avait été détruit lors de l'occupation française.

### La révolution de 1830

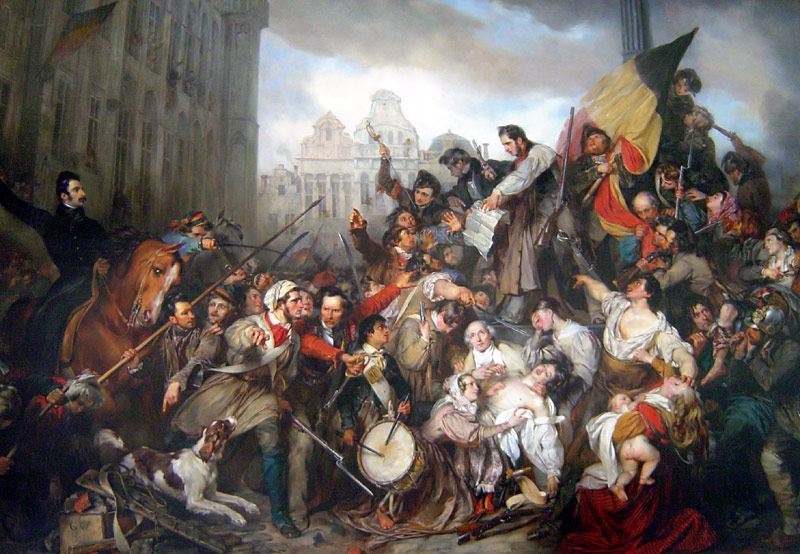
Révolution belge de 1830, Gustave Wappers (1834), Musées royaux des beaux-arts de Belgique

Le 25 août 1830, à Bruxelles, le peuple gronde contre l'occupant Hollandais et des émeutes éclatent : c'est le début de la révolution belge, qui se propagera rapidement au reste du pays. Le 29 août, le drapeau tricolore (français) est planté sur le perron de l'hôtel  de ville de Louvain. Le peuple, enthousiaste, descend alors dans les rues et déborde rapidement la garde. Lorsque le 2 septembre, on apprend que des troupes hollandaises se dirigent vers la ville, une foule se rend à la caserne de la rue de Tirlemont (Tiensestraat) afin d'obtenir des armes. La garde s'y oppose et finit par tirer sur la foule. Quatre insurgés seront alors tués. Voyant la colère du peuple monter, la garnison quitte la ville pendant la nuit. Les Hollandais se rapprochant de plus en plus de Louvain. Une petite troupe de Louvanistes armés est alors envoyée à leur rencontre. Après une brève fusillade, les Hollandais battent en retraite. Le 23 septembre, une colonne de l'armée hollandaise située sur la chaussée de Malines (Mechelsestraat) commence à canonner la ville. Mais tandis que les volontaires se placent rapidement sur les remparts et ripostent, une autre partie de l'armée hollandaise arrive par la chaussée de Tirlemont (Tiensesteenweg), située de l'autre côté de la ville. Les Louvanistes se défendent avec leur unique canon et réussissent à mettre les Hollandais en fuite.
Le 30 juillet 1831, Léopold, récemment proclamé Roi des Belges (le 4 juin), se rend à Louvain où il est accueilli avec ferveur par les habitants.
Lors de l'épisode de la Campagne des Dix-Jours, les Hollandais reprennent brièvement la guerre contre la Belgique. Ils sont aux portes de la ville le 10 août. Léopold Ier et l'armée belge, en infériorité, fuient la ville deux jours plus tard pour Malines. L'armée entre dans la ville le 12 août mais les Belges récupèrent Louvain deux jours plus tard alors que les troupes françaises sont arrivées en renfort.

### La révolution industrielle auXIXesiècle

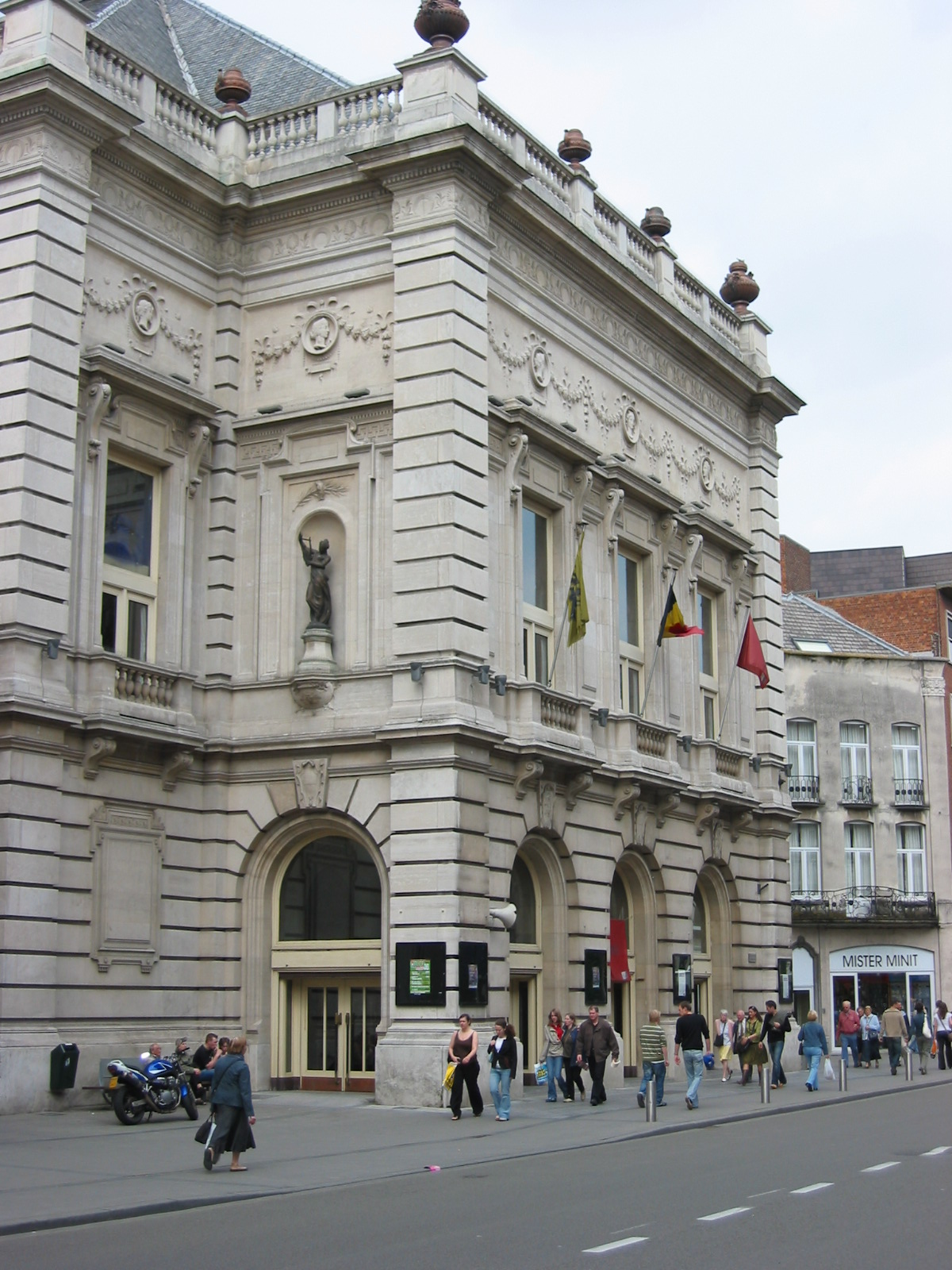
le théâtre de Louvain

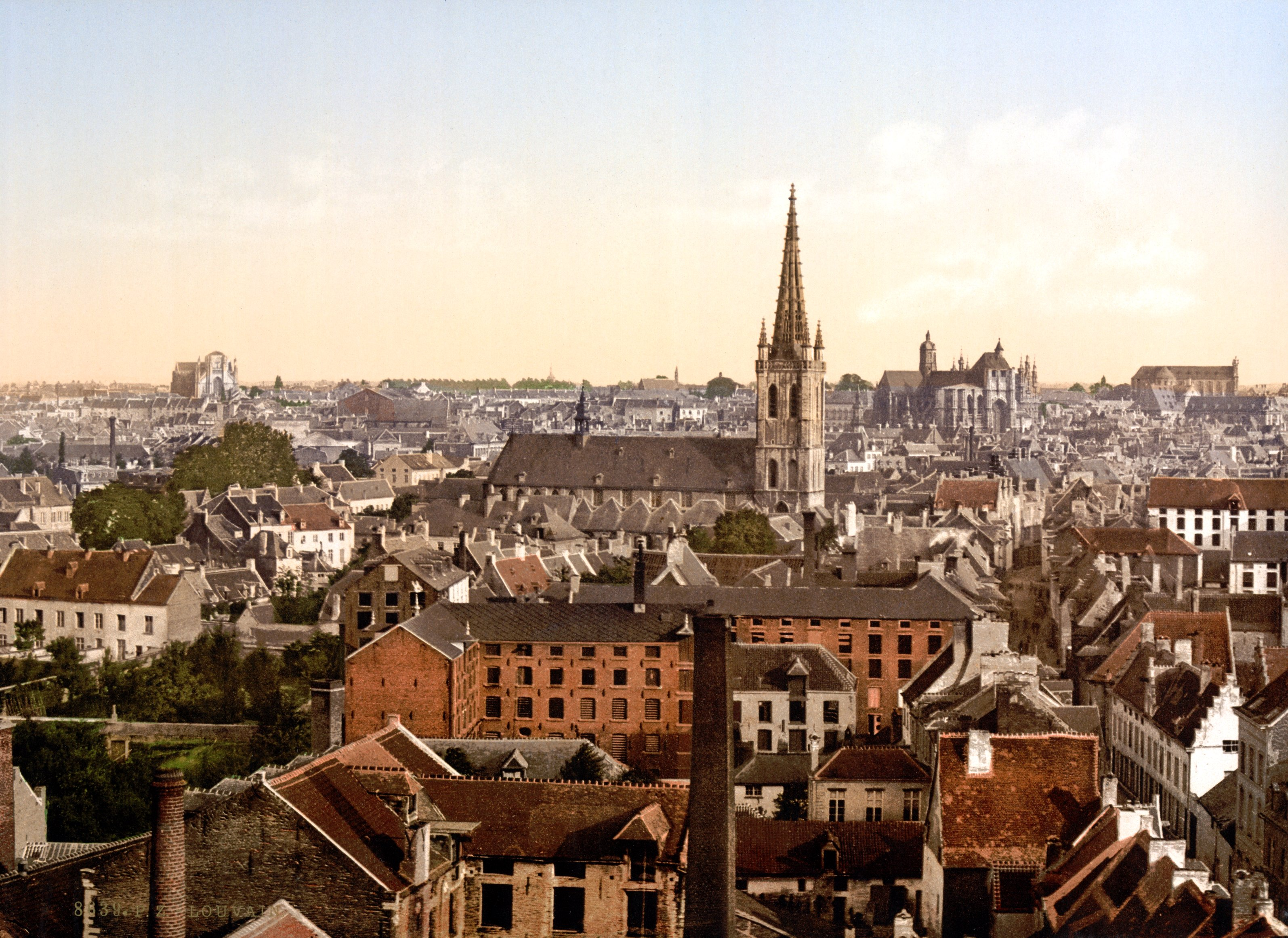
Louvain à la fin du XIXe siècle

C'est sans doute pendant le XIXe siècle que Louvain a le plus changé. La révolution industrielle provoqua un bouleversement sans précédent, tant au niveau démographique qu'au niveau urbanistique. Vers 1800, Louvain était une ville très artisanale, et somme toute assez rurale ; peuplée d'environ 20 000 habitants. Un siècle plus tard, la ville est fortement industrialisée et compte plus de 40 000 habitants.
L'industrie - principalement fondée à Louvain sur la transformation des produits agricoles - évolua drastiquement au cours de ce siècle. L'exemple des brasseries est frappant : plusieurs dizaines d'entre elles existaient et se menèrent une concurrence meurtrière au cours du XIXe siècle. Et si le siège social du plus grand brasseur du monde (InBev) est aujourd'hui situé à Louvain, c'est sans doute en grande partie à cause du développement spectaculaire effectué au cours du XIXe siècle.
Le réseau de transport fut aussi grandement amélioré à cette époque. Le mur d'enceinte de la duchesse Jeanne laissa place au « ring » : une large route circulaire entourant la ville. En 1839, quatre ans après l'ouverture de la première ligne de chemin de fer en Europe continentale (reliant Bruxelles à Malines), Louvain fut à son tour connecté au réseau ferroviaire. En parallèle, le canal fut adapté pour pouvoir accueillir de plus gros bateaux.
L'avenue des Alliés (Bondgenotenlaan), qui est aujourd'hui célèbre pour ses commerces, fut alors créée pour relier directement et de manière rectiligne la gare au centre-ville. Son nom était d'ailleurs à l'époque rue de la Gare (Statiestraat).
Les dernières parties de Louvain intra-muros encore composées de jardins et de champs furent transformées pour pouvoir accueillir la population grandissante. Ces jardins et champs étaient principalement situés dans la partie sud-est de la ville : entre l'actuelle rue de Namur (naamsestraat) et la rue de Tirlemont (tiensestraat).
Du point de vue urbanistique, Louvain changea considérablement au cours du XIXe siècle. Des dizaines de places furent créées, parmi lesquels la place Saint-Jacques (Sint-Jacobsplein), la place du Peuple (Volksplein, aujourd'hui Mgr Ladeuzeplein) et la place de la Station (Statieplein, aujourd'hui Martelarenplein, i.e. la place des Martyrs). Dès 1835, les rues de la ville furent éclairées au gaz. Le ruisseau de la Voer fut voûté, les rigoles occupant le milieu des rues furent supprimées, une quantité de rues étroites furent élargies ou tout simplement détruites et un nombre considérable d'égouts fut installé.
Le théâtre et le bureau de poste - deux magnifiques bâtiments en plein centre-ville - furent construits, respectivement en 1866 et entre 1893 et 1895. C'est aussi à cette époque que la prison centrale, le cloître des rédemptoristes ainsi que l'abbaye du Mont César (au Keizersberg) furent bâtis.
Le 23 novembre 1870 le ballon monté Égalité  s'envole de  l'usine à gaz de Vaugirard à Paris alors assiégé par les prussiens et termine sa course à Louvain après avoir parcouru 225 kilomètres.
En 1874, un tramway à cheval dessert la gare et la chaussée de Bruxelles.
Le 13 novembre 1895 la première séance cinématographique a été organisée par la section louvainiste de l'Association Belge de Photographie à l'Université catholique de Louvain, dans un local situé Rue de Namur. Charles Moisson, chef d'atelier des frères Lumière projeta au Musée de Physique de l'Université les premiers films Lumière. Les spectateurs considérèrent probablement ces vues plutôt en scientifiques, en industriels et en photographes qu'au titre de catholiques. Le kinétoscope de Thomas Alva Edison y arrive dans la même période. Dans les années suivantes le cinématographe projette ses images à la foire, aux fêtes communales et dans les salles de fêtes, le music hall De Bériot et les cirques. Entre 1908 et 1914 il existait pour cette ville de 40 000 habitants une dizaine de salles de cinéma dont une projetant des films couleurs Kinémacolor.
C'est aussi au cours de ce siècle que l'une des plus belles et des plus majestueuses églises de Louvain fut bâtie : l'église Saint-Joseph (Sint-Jozefkerk). Cette église de style néogothique, située dans la rue des Corbeaux (Ravenstraat), construite par les pères Jésuites, fut consacrée en 1871. Malheureusement, environ un siècle plus tard, l'église montre des signes inquiétants de délabrement (sans doute à cause de la Seconde Guerre mondiale) et, en 1966, il est décidé d'abattre le bâtiment. Le terrain est alors vendu à l'université, et on y trouve aujourd'hui la faculté de lettres et le jardin d'Érasme (Erasmustuin). L'une des rares images de cette église est visible sur la photo ci-contre : on peut l'apercevoir au fond à gauche, au niveau de la ligne d'horizon.

## LeXXesiècle

### La Première Guerre mondiale

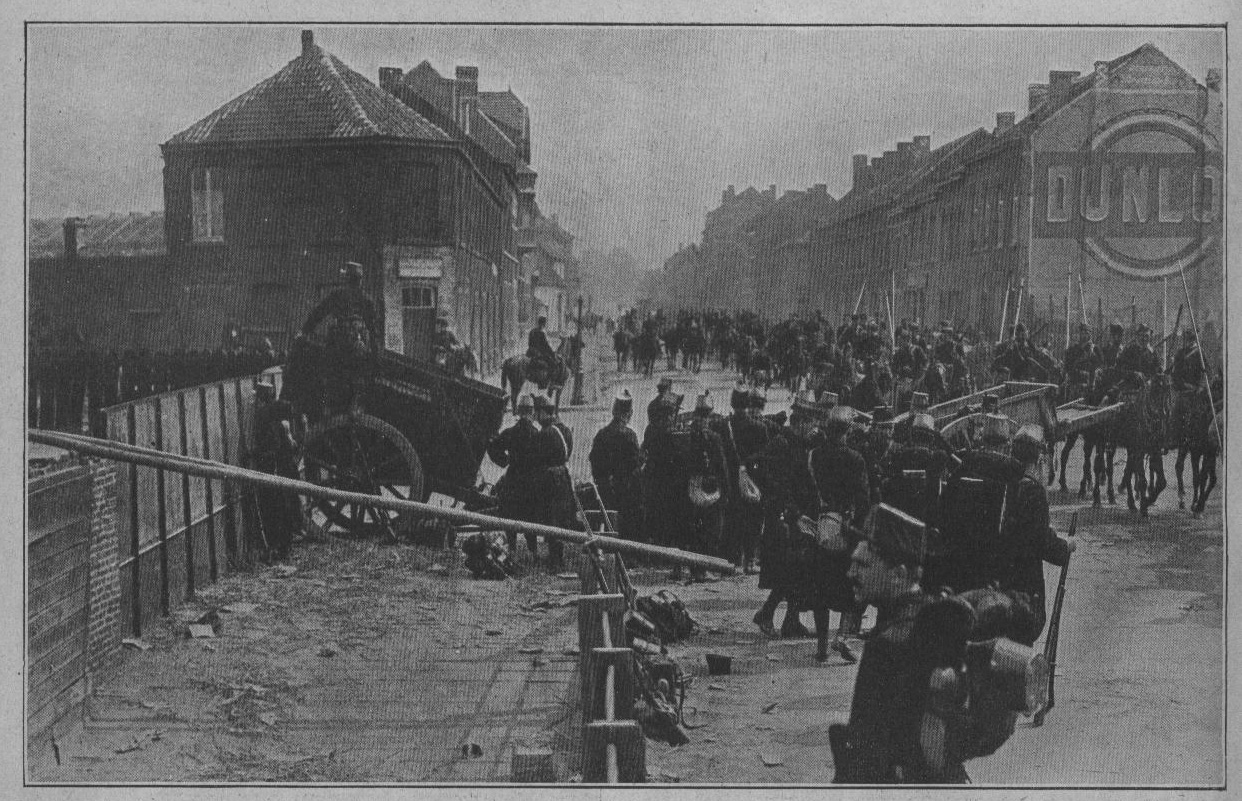
Lanciers belges en septembre 1914.

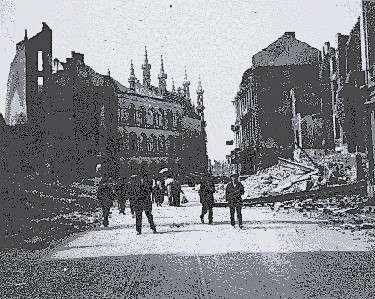
Les ravages de l'incendie sur le centre-ville.

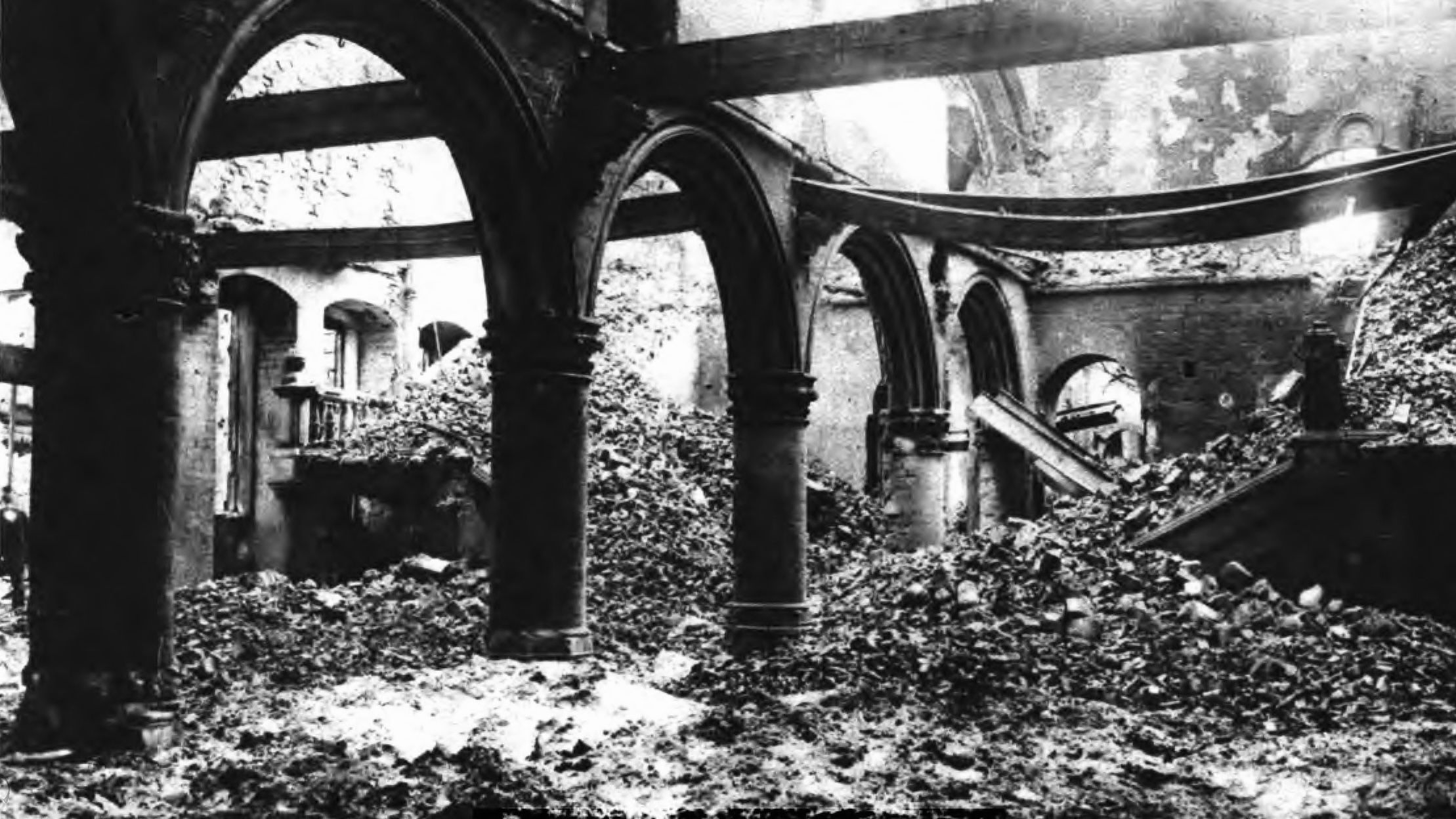
La bibliothèque universitaire détruite.

En 1831, lors de la formation de la Belgique, la neutralité du pays est une condition nécessaire imposée par les grandes puissances européennes. Au début de la Première Guerre mondiale, le 4 août 1914, l'Allemagne viole cette neutralité en envahissant le pays ; ceci entraîne l'entrée en guerre du Royaume-Uni.
Alors que les troupes allemandes progressent à l'intérieur du pays, l'armée belge quitte Louvain le 19 août. La ville est occupée dès le 20 août 1914. Les premiers jours de l'occupation sont relativement calmes ; lorsque le 25 août à 20 h 00, une fusillade se déclenche à la gare sans raison apparente et provoque une rumeur sur l'arrivée des troupes anglaises et belges.
Les Allemands mettent alors le feu aux hôtels de la place de la gare (Stationsplein) où ils avaient pris leurs quartiers. Les Louvanistes sont considérés comme franc-tireurs et 29 personnes sont fusillées en guise de représailles sur la place de la gare (Stationsplein, renommée plus tard place des Martyrs (Martelarenplein) en raison de cet événement). Les Allemands allument des feux dans divers endroits de la ville et interdisent à quiconque de les éteindre. Le feu ravage alors la ville pendant des jours. Au total, 1081 maisons sont détruites : plus de 80 % de la rue de la gare (Statiestraat, aujourd'hui avenue des alliés (Bondgenotenlaan)) ; la moitié de la rue de Diest (Diestsestraat); la quasi-totalité de la grand place (Grote Markt), de la vieille place (Oude Markt), de la rue Juste Lipse (Lipsiusstraat) et de la rue Léopold Ier. Entre autres, sont aussi détruits : le toit de l'église Saint-Pierre (Sint-Pieterskerk) ; la Table Ronde (Tafelrond) ; le théâtre et la bibliothèque universitaire (située à l'époque dans la rue de Namur (Naamsestraat)).

### La Seconde Guerre mondiale
Pendant la Seconde Guerre mondiale, Louvain est un point stratégique à plus d'un titre. La ville est : chef-lieu d'arrondissement ; un nœud de communications entre Bruxelles, Tirlemont, Namur, Tervuren, Diest, Aarschot et Malines ; un centre ferroviaire de première importance. De plus, la ligne K.W. (ligne de défense traversant la Belgique de Koningshooikt à Wavre) passe par Louvain.
L'Allemagne envahit avec succès l'Est de la Belgique le 10 mai 1940. Les Alliés se réfugient alors derrière la ligne K.W. et la 3e division d'infanterie britannique, sous le commandement de Montgomery, défend Louvain. Les Alliés font sauter les principaux ponts de la ville pour assurer la défense. Le 10 mai, lors d'un bombardement allemand, 101 civils sont tués à la Porte de Tirlemont (Tiensepoort). Le 14 mai, la 19e division d'infanterie allemande attaque la ville et parvient à prendre la gare dans le secteur du 6e régiment belge de chasseurs après de violents combats. Les Alliés bombardent alors lourdement les troupes allemandes et, le lendemain, le général Montgomery parvient à repousser les Allemands lors d'une contre-offensive. Un incendie, provoqué par les bombardements en riposte de l'artillerie allemande, détruit la bibliothèque universitaire le 16 mai. Sur les quelque 900 000 livres, 880 000 sont détruits. Le 17 mai, les troupes alliées abandonnent la ville, car, en France, la ligne de défense française a été percée quelques jours plus tôt à Sedan, ce qui menace le font allié de Belgique.
Lors de l'occupation allemande, il n'y a pas de troupes dans Louvain ; seuls des services administratifs sont présents. Pendant cette période, les étudiants de l'université effectuant leur première année sont forcés de travailler pendant six mois dans l'industrie.
Au printemps 1944, pendant un mois (du 26 avril au 25 mai), Louvain est bombardé à cinq reprises par les Alliés. Ces bombardements font presque 500 morts et laissent une partie de la ville en cendres. Le 4 septembre 1944, les troupes britanniques libèrent la ville. Afin d'extraire les quelques Allemands réfugiés dans la Table Ronde (Tafelrond) les Britanniques y mettent le feu ; mais l'absence de troupes militaires allemandes dans la ville rend la libération très rapide.

## Démographie

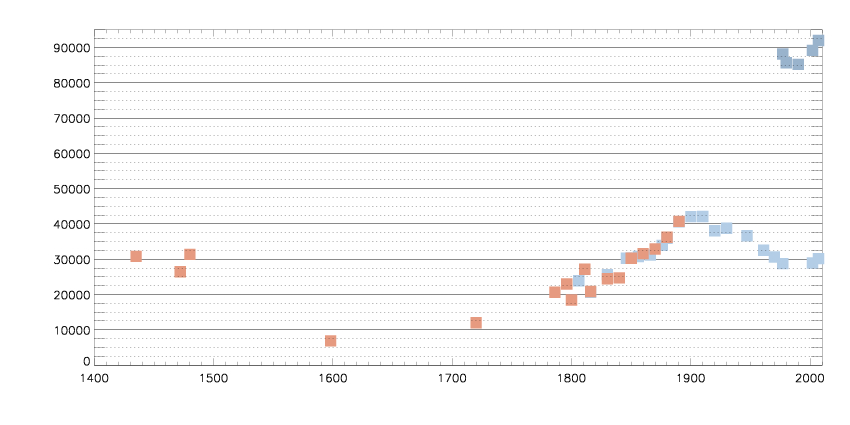
Démographie de la ville de Louvain
Sources :
rouge : Edward Van Even, Louvain dans le passé et dans le présent, p. 187
bleu : INS et Ville de Louvain - Remarques : de 1806 à 1970=recensements ; depuis 1977= nombre d'habitants au 1er janvier ;
Remarque :
1977 : insertion d'Heverlee, de Kessel-Lo, de Wilsele, du hameau Wijgmaal ainsi que de parties de Korbeek-Lo et Haasrode